# Crouy-Saint-Pierre
Crouy-Saint-Pierre és un municipi francès situat al departament del Somme i a la regió dels Alts de França. L'any 2007 tenia 331 habitants.

## Demografia

### Població

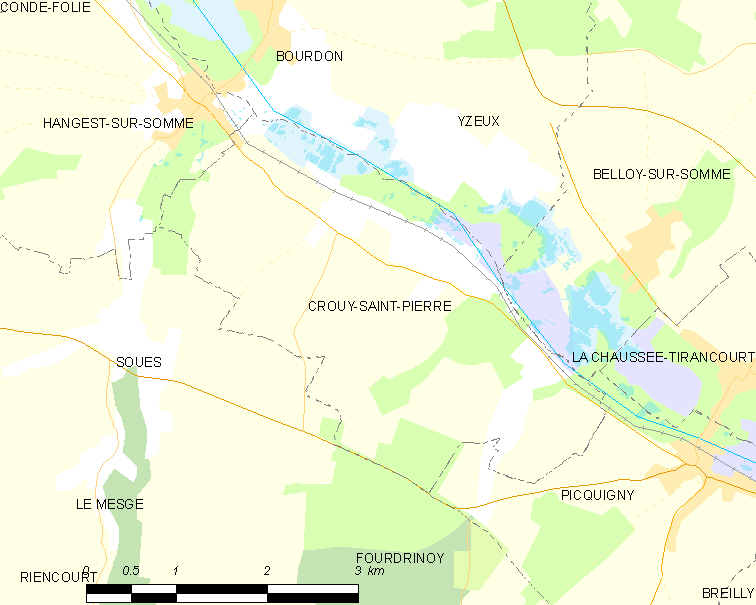

El 2007 la població de fet de Crouy-Saint-Pierre era de 331 persones. Hi havia 126 famílies de les quals 32 eren unipersonals (16 homes vivint sols i 16 dones vivint soles), 47 parelles sense fills i 47 parelles amb fills.
La població ha evolucionat segons el següent gràfic:
Habitants censats

### Habitatges

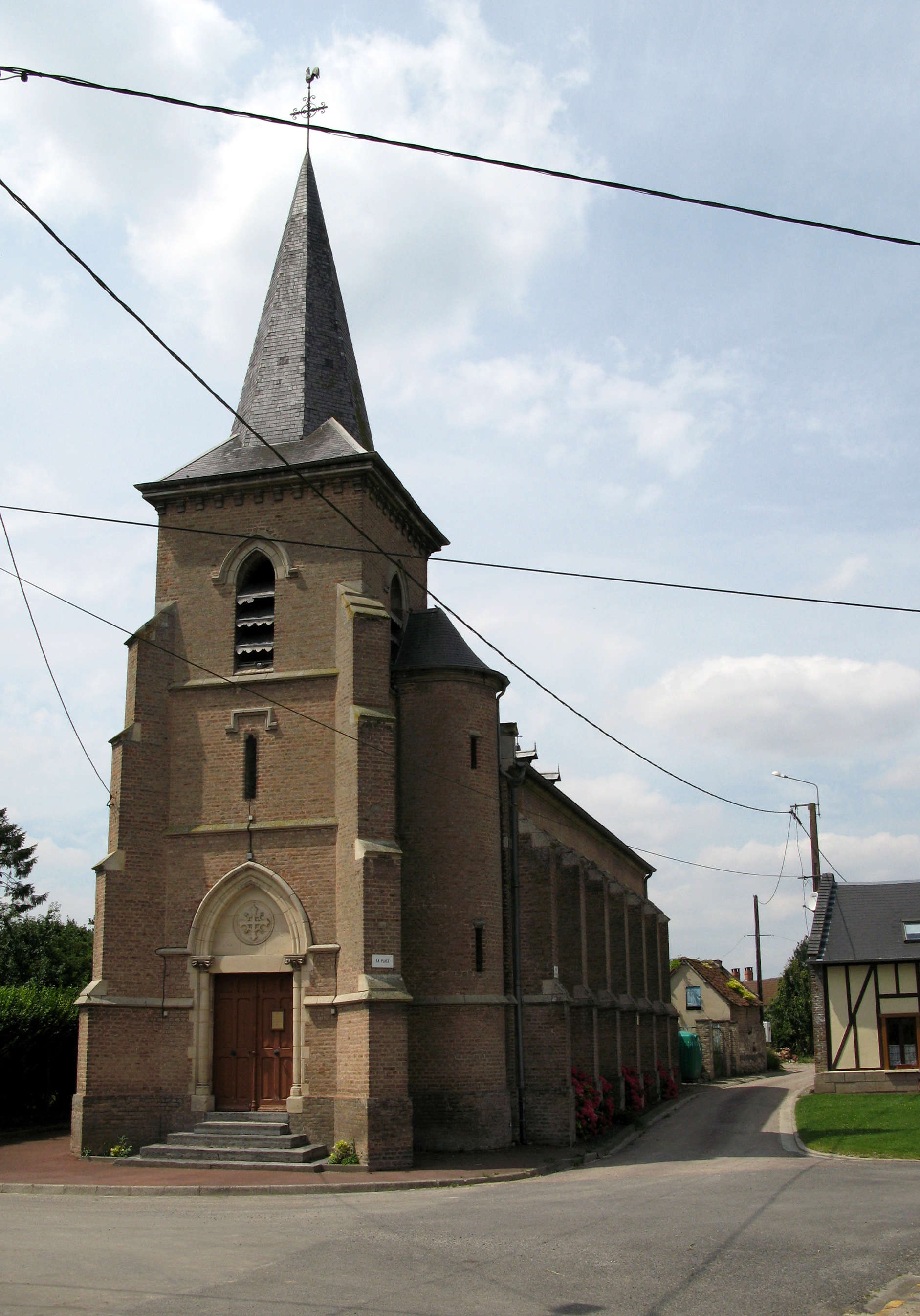

El 2007 hi havia 150 habitatges, 133 eren l'habitatge principal de la família, 7 eren segones residències i 10 estaven desocupats. 123 eren cases i 28 eren apartaments. Dels 133 habitatges principals, 104 estaven ocupats pels seus propietaris, 29 estaven llogats i ocupats pels llogaters i 1 estava cedit a títol gratuït; 27 tenien tres cambres, 44 en tenien quatre i 62 en tenien cinc o més. 92 habitatges disposaven pel capbaix d'una plaça de pàrquing. A 58 habitatges hi havia un automòbil i a 69 n'hi havia dos o més.

### Piràmide de població

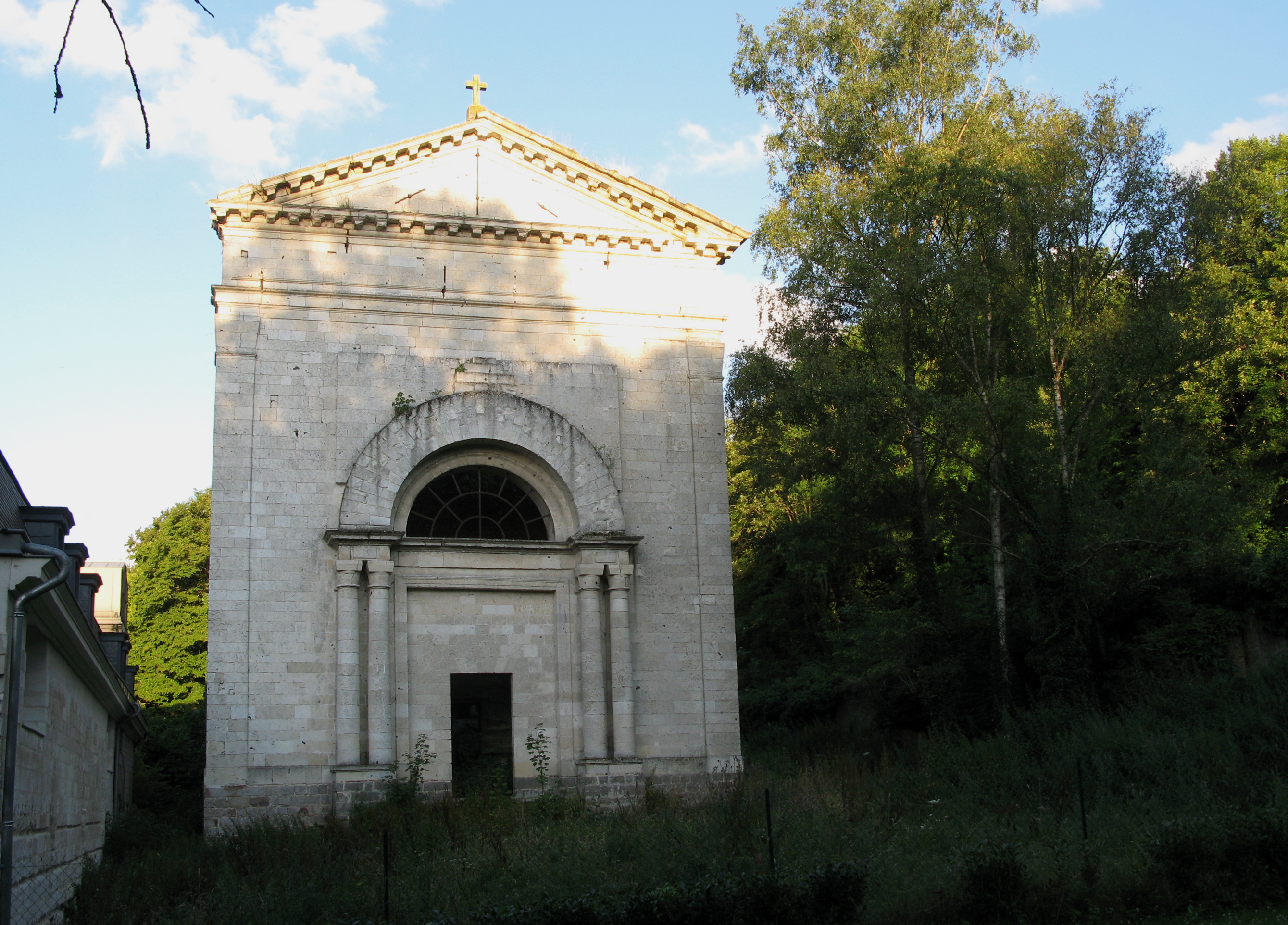

La piràmide de població per edats i sexe el 2009 era:
| Homes | Edats   | Dones |
| ----- | ------- | ----- |
| 0     | 95 o +  | 0     |
| 0     | 90 a 94 | 0     |
| 4     | 85 a 89 | 0     |
| 0     | 80 a 84 | 0     |
| 4     | 75 a 79 | 8     |
| 8     | 70 a 74 | 8     |
| 8     | 65 a 69 | 8     |
| 4     | 60 a 64 | 8     |
| 16    | 55 a 59 | 4     |
| 12    | 50 a 54 | 0     |
| 16    | 45 a 49 | 20    |
| 12    | 40 a 44 | 8     |
| 16    | 35 a 39 | 12    |
| 12    | 30 a 34 | 12    |
| 12    | 25 a 29 | 4     |
| 8     | 20 a 24 | 0     |
| 4     | 15 a 19 | 16    |
| 12    | 10 a 14 | 12    |
| 4     | 5 a 9   | 20    |
| 12    | 0 a 4   | 4     |

## Economia
El 2007 la població en edat de treballar era de 215 persones, 158 eren actives i 57 eren inactives. De les 158 persones actives 149 estaven ocupades (85 homes i 64 dones) i 9 estaven aturades (3 homes i 6 dones). De les 57 persones inactives 22 estaven jubilades, 17 estaven estudiant i 18 estaven classificades com a «altres inactius».

### Ingressos
El 2009 a Crouy-Saint-Pierre hi havia 135 unitats fiscals que integraven 336 persones, la mediana anual d'ingressos fiscals per persona era de 19.288 €.

### Activitats econòmiques
Dels 5 establiments que hi havia el 2007, 1 era d'una empresa extractiva, 1 d'una empresa de transport, 2 d'empreses d'hostatgeria i restauració i 1 d'una empresa immobiliària.
L'únic servei als particulars que hi havia el 2009 era un restaurant.
L'any 2000 a Crouy-Saint-Pierre hi havia 9 explotacions agrícoles que ocupaven un total de 756 hectàrees.

## Poblacions més properes
El següent diagrama mostra les poblacions més properes.